# 采覧異言
『采覧異言』（さいらんいげん）は、新井白石が、1708年布教のため来日したイタリア人宣教師ジョバンニ・シドッチを尋問して得た知識などを基に著わされた日本最初の組織的世界地理書。マテオ・リッチの『坤輿万国全図』やオランダ製の世界地図等多くの資料を用い､ 各州名国の地理を説明しながら所説に典拠を明らかにしている。全巻を通じて世界各地の地名そのほかの地理的称呼はマテオ・リッチの漢訳にならっており、欧羅巴（）（ヨーロッパ、巻之一）・利非亜（）（アフリカ、巻之二）・亜細亜（）（巻之三，上下）・南亜墨利加（）（南アメリカ、巻之四）・北亜墨利加（）（北アメリカ、巻之五）の順に組織的に世界各国の地理が漢文で書かれている。
正徳3年（1713年）成稿。その後も加筆が続けられ、享保10年（1725年）に最終的に完成した。
活字本は国書刊行会版『新井白石全集』第4巻所収。
1802年（享和2年）、大槻玄沢門下の山村才助は本書の誤りを訂正し、オランダ語地理書から訳出して補足を施し、『訂正増訳采覧異言』としてまとめた。